# باشگاه ورزشی نوراوانک
باشگاه ورزشی نوراوانک (ارمنی: Նորավանք մարզական ակումբ) یک باشگاه فوتبال در شهر وایک و در کشور ارمنستان می‌باشد که در لیگ برتر فوتبال ارمنستان بازی می‌کند. این باشگاه در سال ۲۰۲۰ میلادی تأسیس شده‌است.